# Saison 6 d'Une famille formidable
Chronologie
Saison 5 d'Une famille formidable Saison 7 d'Une famille formidable
Cet article présente le guide des épisodes de la sixième saison de la série télévisée Une famille formidable.

## Épisode 1:Rien ne va plus
- Numéro(s) : 6 - 1
- Scénariste(s) :
- Réalisateur(s) :
- Diffusion(s) : 
  -  France : 4 janvier 2006
- Invité(es) :
- Résumé : Jacques perd son restaurant après avoir trompé Catherine. Nicolas annonce qu'il est le géniteur du futur enfant d'un couple d'amies lesbiennes. Frédérique et Nourredine ouvrent leur restaurant. Richard est désormais séparé de Paule, et peine à assumer sa solitude. Il essaie de faire un jeu télévisé avec Jacques. Sébastien se dispute avec tout le monde. Audrey trompe Julien avec Maurice, un collègue de travail. Catherine a une relation avec le père de l'un de ses patients.

Cet épisode compte aussi avec la participation spéciale de certains acteurs portugais, tel que Adrien Rosado.

## Épisode 2:L'enfer au Paradis
- Numéro(s) : 6 - 2
- Scénariste(s) : Joël Santoni et Jean-Carol Larrivé
- Réalisateur(s) : Joël Santoni
- Diffusion(s) : 
  -  France : 11 janvier 2006
- Invité(es) :
- Résumé : Afin de fêter leur 25 ans de mariage, Jacques et Catherine partent en vacances, et pour l'événement, Nouredinne, Frederique, Audrey, Julien, Reine, Sébastien, Richard et Christine les accompagnent sur un lagon. En plein vol, l'avion piloté par Patrick s'échoue sur une île déserte. Nos héros deviennent donc des "Robinsons malgré eux". Frédérique et Catherine découvrent qu'elles ont été trompées par leurs maris respectifs avec la même femme, Kelly, à cause de qui Jacques a perdu son restaurant. Reine entame une liaison avec Patrick, le pilote. Audrey tente de reconquérir Julien. Christine et Sébastien apprennent qu'ils vont être parents, mais Christine fait finalement une fausse couche.

## Épisode 3:Un nouveau départ
- Numéro(s) : 6 - 3
- Scénariste(s) : Joël Santoni et Jean-Carol Larrivé
- Réalisateur(s) : Joël Santoni
- Diffusion(s) : 
  -  France : 18 janvier 2006
- Invité(es) :
- Résumé : De retour à Paris, nos rescapés retrouvent les membres de la famille restés en France. Laura, une amie de Nicolas va accoucher du bébé de Nicolas. La venue de cet enfant va créer de vives tensions entre Nicolas et Nathalia, la compagne de Laura. Catherine et Jacques sont toujours séparés, Jérémie présente sa nouvelle amie à toute la famille, Patrick vient à Paris pour vivre avec Reine, Julien et Audrey divorcent, Nicolas part à Lisbonne avec son fils sans prévenir. Jacques, Nourredine, Frédérique, Julien et Richard lancent un nouveau restaurant. Une belle leçon d'amour vous attend là !

## Audimat
| Épisode | Jour de diffusion     | Téléspectateurs en million(s) | Parts de marché (sur les 4 ans et plus) | Référence |
| ------- | --------------------- | ----------------------------- | --------------------------------------- | --------- |
| 1       | Lundi 4 janvier 2006  | 9 600 000                     | 37,0 %                                  |           |
| 2       | Lundi 11 janvier 2006 | 10 500 000                    | 40,3 %                                  |           |
| 3       | Lundi 18 janvier 2006 | 10 400 000                    | 40,2 %                                  |           |